# Frank Merrick
Pour les articles homonymes, voir Merrick.
Frank Merrick CBE (Clifton, 30 avril 1886 – Londres, février 1981) est un pianiste, compositeur et espérantiste anglais du début du XXe siècle. Il est né à Clifton, qui fait maintenant partie de Bristol.

## Biographie
Les pairs de Merrick comprennent Artur Schnabel et Mark Hambourg. Il étudie avec Teodor Leszetycki. De 1911 à 1929, il enseigne au Royal Manchester College of Music et à partir de 1929, au Royal College of Music. Parmi ses élèves figurent Alan Rawsthorne et Thomas Pitfield. 

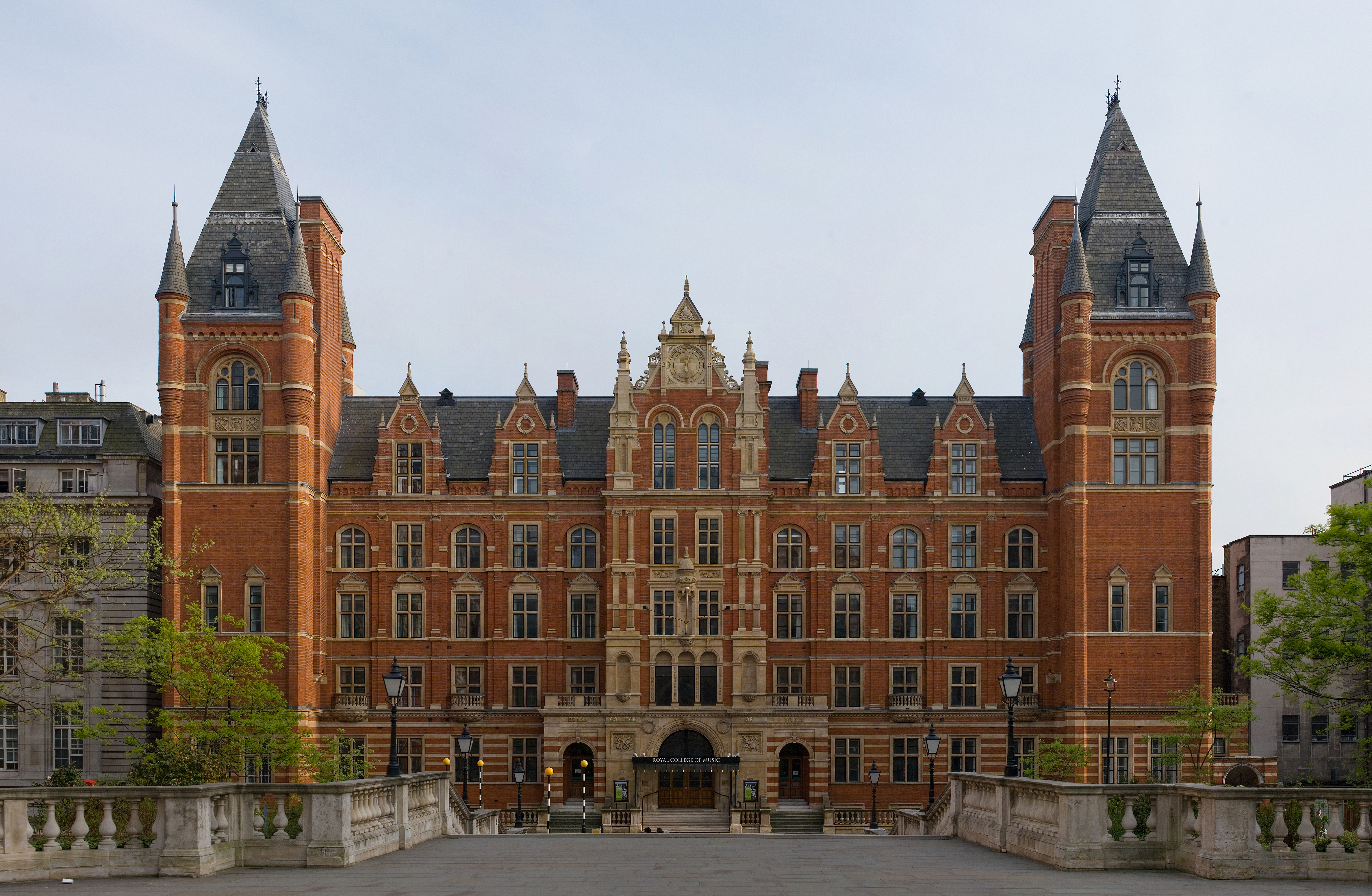
Le Royal College of Music de Londres.

En 1899, il se rend à Vienne pour environ dix-huit mois et de nouveau, pour une période plus courte, en 1903. Ce qui l'empêche de jouer à la Salle Bechstein (aujourd'hui Salle Wigmore) lors de son ouverture. Merrick est particulièrement connu pour avoir remporté en 1928, le concours Columbia Gramophone, en écrivant les mouvements manquant (scherzo et finale) de la Symphonie «Inachevée » de Schubert. Sa composition est enregistrée par la firme Columbia. Les disques originaux sont aujourd'hui devenus très rares. Plus tard, un certain nombre d'enregistrements de Frank Merrick dans différentes œuvres de John Field et d'autres compositeurs Britanniques, ont été publiés sur le label Britannique Rare Recorded Editions et sont également difficilement disponibles. Une Association Frank Merrick est formée pour éditer ses enregistrements. Son livre, Practising the Piano, d'abord publié par Barrie and Jenkins en 1960, a connu au moins quatre impressions. Parmi ses nombreux élèves on trouve le compositeur Michael Garrett.
Les manuscrits originaux de ses compositions ont été donnés au CHOMBEC (Centre for the History of Music in Britain, the Empire and the Commonwealth ou Centre pour l'histoire de la musique en Grande-Bretagne, l'Empire et le Commonwealth) et aux archives de l'Université de Bristol. Il y a de nombreux éléments, notamment plus de 30 mélodies composées sur des textes en espéranto.
Au cours de la Première Guerre mondiale, il est emprisonné comme un objecteur de conscience, et apprend l'espéranto avec l'aide d'un camarade Montagu Butler. Il a consacré beaucoup de temps à la langue et la parlait très bien. En 1965, il a fait un enregistrement de quelques chansons en espéranto, avec la mezzo-soprano Sybil Michelow.
Il a passé de nombreuses heures au British Museum afin de copier les œuvres de John Field, qui à l'époque était peu connu. En est résulté son édition des concertos pour piano, devenu vol. 17 de Musica Britannica.
Il a réalisé plusieurs enregistrements de la musique d'Arnold Bax, notamment celui de la première sonate pour violon (réédité en 2003). Pæan, une œuvre pour piano de Bax, lui est dédié. Avec Michael Round, il fait un enregistrement de la Sonate pour deux pianos et d'autres œuvres de Bax.
À la fin de sa vie, il a été attribué Master of Music par l'Université de Bristol, dès qu'ils ont introduit le diplôme. Vers 1967, il est retourné à la Victoria Rooms, Clifton, pour célébrer le 75e anniversaire de son premier récital, alors qu'il était enfant, et reprend en grande partie le programme qu'il avait joué à ses débuts. Plus tard, en 1976, il visite le Club d'espéranto de Londres (London Esperanto Club) pour y être interviewé en espéranto, à l'occasion de son 90e anniversaire. Il a été fait chevalier de l'Ordre de l'Empire britannique en 1978.

## Discographie
- Frank Merrick : a recorded legacy (1960–1980, 6 CD Nimbus) (OCLC 1082268439)
- Frank Merrick & Henry Holst, violon : Bax, Delius, Rubbra, Sibelius, Reger, Prokofiev… (4 CD Nimbus NI 8826) (OCLC 1110106000)